# Sophronica grossepuncticollis
Sophronica grossepuncticollis là một loài bọ cánh cứng trong họ Cerambycidae.